# Softbol nos Jogos Asiáticos de 2022
O softbol nos jogos asiáticos de 2022 foi realizado no Centro Desportivo de Basebol e Softbol em Shaoxing, na província de Zhejiang, na China, entre os dias de 26 de setembro a 2 de outubro de 2023. A competição foi realizada apenas na modalidade feminina.

## Cronograma
| Código | Fase              |
| ------ | ----------------- |
| P      | Rodada preliminar |
| S      | Rodada super      |
| F      | Finais            |

| Evento↓/Data → | 26 Ter | 27 Qua | 28 Qui | 29 Sex | 30 Sáb | 1 Dom | 2 Seg |
| -------------- | ------ | ------ | ------ | ------ | ------ | ----- | ----- |
| Feminino       | P      | P      | P      | S      | S      |       | F     |

## Medalhistas
| Evento           | Ouro | Prata | Bronze |
| ---------------- | --- | --- | --- |
| Softbol feminino | JPN Japão Sakura Miwa Kanna Kudo Yui Nakamizo Kyoko Ishikawa Yui Sakamoto Nodoka Harada Ayane Nakagawa Hitomi Kawabata Minori Naito Yukiko Ueno Misaki Katsumata Risa Kawamura Yume Kiriishi Haruka Agatsuma Hotaru Tsukamoto Miu Goto Haruka Sumitani | CHN China Wang Mengru Wei Yuchen Xi Kailin Li Jiaqi Xie Yue Chen Jia Wang Bei Lu Xiaomin Xu Jia Yan Siyu Dong Zixuan Wang Lan Jiang Xinyue Xie Jiaxin Chai Yinan He Xiaoyan Ren Min | TPE Taipé Chinês Shen Chia-wen Ke Hsia-ai Li Szu-shih Lin Feng-chen Chen Ching-yu Su Yi-hsuan Ko Chia-hui Tsai Chia-chen Ho Yi-fan Lin Chih-ying Liu Hsuan Chiu An-ju Chiang Ting-en Yang Yi-ting Chen Chia-yi Chang Chia-yun Tu Ya-ting |

## Sorteio
| Grupo A - Japão - Taipé Chinesa - Hong Kong - Singapura | Grupo B - China - Filipinas - Coreia do Sul - Tailândia |

## Elencos
| CHN China | TPE Taipé Chinês | HKG Hong Kong | JPN Japão |
| --- | --- | --- | --- |
| - Wang Mengru - Wei Yuchen - Xi Kailin - Li Jiaqi - Xie Yue - Chen Jia - Wang Bei - Lu Xiaomin - Xu Jia - Yan Siyu - Dong Zixuan - Wang Lan - Jiang Xinyue - Xie Jiaxin - Chai Yinan - He Xiaoyan - Ren Min                                                                                | - Shen Chia-wen - Ke Hsia-ai - Li Szu-shih - Lin Feng-chen - Chen Ching-yu - Su Yi-hsuan - Ko Chia-hui - Tsai Chia-chen - Ho Yi-fan - Lin Chih-ying - Liu Hsuan - Chiu An-ju - Chiang Ting-en - Yang Yi-ting - Chen Chia-yi - Chang Chia-yun - Tu Ya-ting | - Lau Hiu Kwan - Law Wai Tak - Leung Tsz Yan - Chan Yee Lam - Chiu Hiu Wai - Chan Wing Sum - Hui Kai Yan - Lo Wing Yan - Law Cheuk Ying - Pong Yui Chi - Lai Wing Sze - Yuen Ching Yi - Chan Hiu Yan - Lau Suet Man - Tiffany Chan - Wong Cho Hei - Lam Pui Kwan | - Sakura Miwa - Kanna Kudo - Yui Nakamizo - Kyoko Ishikawa - Yui Sakamoto - Nodoka Harada - Ayane Nakagawa - Hitomi Kawabata - Minori Naito - Yukiko Ueno - Misaki Katsumata - Risa Kawamura - Yume Kiriishi - Haruka Agatsuma - Hotaru Tsukamoto - Miu Goto - Haruka Sumitani                                                                        |
| PHI Filipinas | SGP Singapura | KOR Coreia do Sul | THA Tailândia |
| - Danica Aquino - Skylynne Ellazar - Ann Antolihao - Francesca Altomonte - Mae Langga - Charlotte Sales - Reyae Villamin - Elsie Dela Torre - Royevel Palma - Nicole Hammoude - Alaiza Talisik - Cristy Roa - Mary Joy Maguad - Angelu Gabriel - Aliza Pichon - Celyn Ojare - Glory Alonzo | - Teresa Chua - Charlize Goh - Bowie Tan - Cacia Tan - Charmaine Chua - Dawn Toh - Lexguas Ho - Naomi Leow - Liow Wan Yu - Joleen Teo - Janice Tan - Shanice Lim - Rachel Yoong - Rachel Kho - Adelia Koh - Guo Rundongni - Ng Jing Yi                    | - Kim Ah-young - Choe Ha-na - Hong Si-yeon - Lee Min-jeong - Lee Bo-hyeon - Choi Ga-hyun - Jang Se-jin - Lee Kyung-min - Seol Ga-eun - Jin Ju-i - Kim Go-eun - Lee Ye-rin - Kim Su-bin - Bae Yu-ka - Lim Geum-hee - Jung Song-hee - Park Min-kyoung              | - Atjima Kummoo - Jirarak Kako - Supatra Thainoy - Ancheera Sirimaha - Sudarat Wiangkhamfa - Thanaporn Tipdee - Nattaporn Techanan - Mechawee Thanachanthonwaj - Waraporn Konyuen - Yanisa Suwannaree - Thanyathon Singhaampon - Meentra Chokkhachonphaisan - Wannaporn Nutsawast - Nannapas Wattaprom - Thirayu Sakcharoenchaikun - Rungarun Saeyang |

## Resultados
Todos os horários são no Horário Padrão da China (UTC+08:00)

### Rodada preliminar

#### Grupo A
| Pos | Equipe        | J | V | D | GP | GC | SG  | Pts | PD | Classificado        |
| --- | ------------- | - | - | - | -- | -- | --- | --- | -- | ------------------- |
| 1   | Japão         | 3 | 3 | 0 | 30 | 3  | +27 | 6   | —  | Rodada super        |
| 2   | Taipé Chinesa | 3 | 2 | 1 | 25 | 5  | +20 | 5   | 1  | Rodada super        |
| 3   | Singapura     | 3 | 1 | 2 | 9  | 29 | −20 | 4   | 2  | Rodada de colocação |
| 4   | Hong Kong     | 3 | 0 | 3 | 4  | 31 | −27 | 3   | 3  | Rodada de colocação |

| 26 de setembro 11:30 | Singapura | 0–12 Ficha | Taipé Chinesa | Centro de Beisebol e Softbol, Shaoxing Público: 200 Árbitro: Cho Hee-young (KOR) |

| 26 de setembro 15:30 | Hong Kong | 0–12 Ficha | Japão | Centro de Beisebol e Softbol, Shaoxing Público: 300 Árbitro: Wittaya Jumpagorn (THA) |

| 27 de setembro 09:00 | Hong Kong | 4–9 Ficha | Singapura | Centro de Beisebol e Softbol, Shaoxing Público: 500 Árbitro: Yu Ko-chin (TPE) |

| 27 de setembro 15:30 | Taipé Chinesa | 3–5 Ficha | Japão | Centro de Beisebol e Softbol, Shaoxing Público: 1.000 Árbitro: Leonardo Belgar (PHI) |

| 28 de setembro 09:00 | Singapura | 0–13 Ficha | Japão | Centro de Beisebol e Softbol, Shaoxing Público: 1.000 Árbitro: Wang Show-ling (TPE) |

| 28 de setembro 15:30 | Hong Kong | 0–10 Ficha | Taipé Chinesa | Centro de Beisebol e Softbol, Shaoxing Público: 200 Árbitro: Katsuhiro Tanaka (JPN) |

#### Grupo B
| Pos | Equipe        | J | V | D | GP | GC | SG  | Pts | PD | Classificado        |
| --- | ------------- | - | - | - | -- | -- | --- | --- | -- | ------------------- |
| 1   | China         | 3 | 3 | 0 | 24 | 0  | +24 | 6   | —  | Rodada super        |
| 2   | Filipinas     | 3 | 2 | 1 | 16 | 7  | +9  | 5   | 1  | Rodada super        |
| 3   | Coreia do Sul | 3 | 1 | 2 | 10 | 15 | −5  | 4   | 2  | Rodada de colocação |
| 4   | Tailândia     | 3 | 0 | 3 | 1  | 29 | −28 | 3   | 3  | Rodada de colocação |

| 26 de setembro 09:00 | Filipinas | 11–0 Ficha | Tailândia | Centro de Beisebol e Softbol, Shaoxing Público: 500 Árbitro: Nong Junchuan (CHN) |

| 26 de setembro 19:00 | China | 9–0 Ficha | Coreia do Sul | Centro de Beisebol e Softbol, Shaoxing Público: 500 Árbitro: Kaori Yoshinaga (JPN) |

| 27 de setembro 11:30 | Tailândia | 1–10 Ficha | Coreia do Sul | Centro de Beisebol e Softbol, Shaoxing Público: 400 Árbitro: Zhang Zhemin (CHN) |

| 27 de setembro 19:00 | Filipinas | 0–7 Ficha | China | Centro de Beisebol e Softbol, Shaoxing Público: 1.300 Árbitro: Miki Yabe (JPN) |

| 28 de setembro 11:30 | Coreia do Sul | 0–5 Ficha | Filipinas | Centro de Beisebol e Softbol, Shaoxing Público: 500 Árbitro: Xie Xin (CHN) |

| 28 de setembro 19:00 | Tailândia | 0–8 Ficha | China | Centro de Beisebol e Softbol, Shaoxing Público: 1.000 Árbitro: Han Sung-sik (KOR) |

### Rodada de colocação
- Os resultados dos jogos entre as mesmas equipes já disputados durante a rodada preliminar serão considerados para a rodada de colocação.

| Pos | Equipe        | J | V | D | GP | GC | SG  | Pts | PD |
| --- | ------------- | - | - | - | -- | -- | --- | --- | -- |
| 1   | Coreia do Sul | 3 | 3 | 0 | 23 | 3  | +20 | 6   | —  |
| 2   | Singapura     | 3 | 2 | 1 | 27 | 7  | +20 | 5   | 1  |
| 3   | Hong Kong     | 3 | 1 | 2 | 8  | 21 | −13 | 4   | 2  |
| 4   | Tailândia     | 3 | 0 | 3 | 3  | 30 | −27 | 3   | 3  |

| 29 de setembro 11:30 | Tailândia | 1–17 Ficha | Singapura | Centro de Beisebol e Softbol, Shaoxing Público: 200 Árbitro: Yu Zhiling (CHN) |

| 29 de setembro 15:30 | Hong Kong | 1–11 Ficha | Coreia do Sul | Centro de Beisebol e Softbol, Shaoxing Público: 200 Árbitro: Lin Yu-sung (TPE) |

| 30 de setembro 09:00 | Tailândia | 1–3 Ficha | Hong Kong | Centro de Beisebol e Softbol, Shaoxing Público: 700 Árbitro: Chen Jun (CHN) |

| 30 de setembro 11:30 | Singapura | 1–2 Ficha | Coreia do Sul | Centro de Beisebol e Softbol, Shaoxing Público: 200 Árbitro: Cheng Hong (CHN) |

### Rodada final

#### Medalha de bronze
| 2 de outubro 15:00 | Filipinas | 2–3 Ficha | Taipé Chinesa | Centro de Beisebol e Softbol, Shaoxing Público: 1.000 Árbitro: Miki Yabe (JPN) |

#### Medalha de ouro
| 2 de outubro 18:00 | China | 0–4 Ficha | Japão | Centro de Beisebol e Softbol, Shaoxing Público: 1.300 Árbitro: Cho Hee-young (KOR) |

## Classificação final
| Posição | Equipe        | J | V | D |
| ------- | ------------- | - | - | - |
| 1       | Japão         | 6 | 6 | 0 |
| 2       | China         | 6 | 4 | 2 |
| 3       | Taipé Chinesa | 6 | 4 | 2 |
| 4       | Filipinas     | 6 | 2 | 4 |
| 5       | Coreia do Sul | 5 | 3 | 2 |
| 6       | Singapura     | 5 | 2 | 3 |
| 7       | Hong Kong     | 5 | 1 | 4 |
| 8       | Tailândia     | 5 | 0 | 5 |